# Konservativa partiet (Storbritannien)
Konservativa partiet (officiellt: Conservative and Unionist Party, även kallat Tories) är ett konservativt politiskt parti i Storbritannien. Sedan 2024 är partiet i opposition med 120 ledamöter i underhuset. Sedan 2 november 2024 är Kemi Badenoch partiledare.
Partiet grundades år 1834 som en arvtagare till Torypartiet och var ett av de två dominerande partierna under 1800-talet tillsammans med Liberal Party. År 1912 slogs partiet samman med Liberal Unionist Party och antog då namnet Conservative and Unionist Party. Under 1920-talet växte Labour och tog då över som Konservativa partiets främsta rival. Konservativa partiet var 57 av åren under 1900-talet i regeringsställning, under bland andra Winston Churchill och Margaret Thatcher.
Partiet ingår i International Democrat Union och tillhörde Europeiska konservativa och reformister (ECR) efter Brexit-omröstningen fram till utträdet 2019.

## Historik

### 1800-talet och det tidiga 1900-talet
Konservativa partiet grundades i svallvågorna efter parlamentsreformen på 1830-talet. Partiet var i huvudsak efterträdare till Torypartiet. Man försvarade godsägarnas ekonomiska intressen och ville bevara traditionella styrelseformer och institutioner såsom överhuset, monarkin och statskyrkan. Robert Peel blev partiets första premiärminister år 1834. Då Peel valde att avskaffa spannmålstullarna 1846 splittrades partiet i två delar, peeliter och protektionister. Protektionisterna var i majoritet och leddes av Edward Stanley som dock redan 1852 släppte kravet på skyddstullar.
Ideologin förändrades radikalt i en mer socialkonservativ riktning (Tory democracy) när Benjamin Disraeli tillträdde som partiledare 1872. Han hade en aktiv utrikes- och imperiepolitik under tiden som premiärminister 1874–1880 och profilerade då partiet som det "nationella", patriotiska partiet. Till skillnad från liberalerna ansåg de konservativa vid denna tid att staten inte med armarna i kors kunde bevittna den allt skarpare striden mellan de arbetsgivarna inom industrin och arbetarna. De såg en stor nationell fara, en upplösning av nationens enhet, i arbetarnas växande förbittring mot de övre klasserna och mot staten, vars overksamhet kom den ekonomiskt starkaste sidan till godo. Disraeli pratade om "de två nationerna" som bildades inom folket och som stod skarpare emot varandra än fientliga folk, och han krävde först att staten skulle ta de i ekonomiskt hänseende svagaste i sitt skydd.
I utrikespolitiken såg de konservativa det som den viktigaste uppgiften att hävda och stärka den brittiska världsmaktens ställning. De bekämpade icke-interventionsprincipen såsom undergrävande Storbritanniens inflytande i utlandet och krävde en aktiv politik som strävade efter att gestalta sakerna inom statssystemet på det sätt som var fördelaktigast för Storbritannien. Krig fick man inte dra sig för när ett viktigare intresse stod på spel. De konservativa ansåg det vara helt nödvändigt att förstärka kolonialarmén och framför allt flottan. Kolonialrikets upprätthållande och, där det tycktes nödvändigt, utvidgning var enligt deras uppfattning en självklar skyldighet för varje regering. Disraeli kritiserade i parlamentet synnerligen skarpt beredvilligheten att ge kolonierna full självstyrelse. Visserligen, menade han, borde man medge dem största möjliga frihet, så länge det endast var frågan om deras egna angelägenheter, men regeringen hade försummat att uppställa garantier för att kolonierna i de stora gemensamma riksangelägenheterna blev fast anknutna vid moderlandet.
Det liberala partiet splittrades år 1886 i frågan om irländskt självstyre (home rule). Liberala unionister började samarbeta med Konservativa partiet och 1912 uppgick formellt Liberal Unionist Party i partiet. Partiledaren för Liberal Unionist Party, Joseph Chamberlain förmådde 1906 Konservativa partiet att gå till val på protektionism och imperiepreferenser. Partiet förlorade valet och återkom till makten först 1915 i en koalitionsregering ledd av liberalen H.H. Asquith.

### Mellankrigstiden
Efter första världskriget övervägde partiet att slå sig samman med Liberala partiet, men det blev aldrig någon antisocialistisk partisammanslagning och koalitionsregeringen upplöstes 1922. Efter det styrde i huvudsak Konservativa partiet fram till år 1940, med endast korta uppehåll. Under depressionsåren på 1930-talet förespråkade partiet en utpräglad laissez-faire-kapitalism. För att rekonstruera industrin samt hålla samman imperiet införde man dock skyddstullar och imperiepreferenser år 1932. Premiärminister Neville Chamberlains utrikespolitik satte igång en revolt inom partiet år 1940 och medförde att Winston Churchill kom till makten i spetsen för en samlingsregering.

### Tiden efter andra världskriget
Parlamentsvalet år 1945 var ett nederlag för Konservativa partiet. Richard Austen Butler genomförde efter nederlaget en förändring av partiprogrammet i en mer socialkonservativ riktning. Man slöt upp bakom Labours vision om en välfärdsstat, accepterade i stort sett nationaliseringen av basindustrierna och såg Indiens självständighet som ett fullbordat faktum. Konservativa partiet återkom 1951 till makten under Churchill och drev därefter tidvis en stabiliseringspolitik färgad av keynesianismen. Suezkrisen år 1956 hotade att splittra partiet, men Harold Macmillan lyckades hålla samman det. Han inledde även ett närmande till övriga Västeuropa och lät förändringens vind blåsa över Storbritanniens kolonier i Afrika.
Valet 1964 var ett nederlag för partiet och man lät därför ompröva sin politik, resultatet var en klar högervridning. Edward Heath vann valet 1970 på ett program som bland annat omfattade en minskad offentlig sektor, mindre statligt inblandande i näringslivet, en begränsning av fackföreningarnas frihet och ett brittiskt medlemskap i EEG (vilket sedermera blev EG och därefter EU). När Heath övergick till en statlig inkomstpolitik 1972 mötte han starkt motstånd från fackföreningsrörelsen och efter att gruvarbetare hade genomfört en förödande politisk strejk år 1974, förlorade Konservativa partiet valet samma år.
Margaret Thatcher efterträdde Heath som partiledare och hon lät återknyta politiken till valmanifestet från 1970, med en tydligare ideologisk och monetaristisk betoning. Hon vann valet 1979 och befäste Konservativa partiets roll som ett nationellt och patriotiskt parti genom segern i Falklandskriget 1982 samt ett skeptiskt förhållande till EG. Thatcher fick ett fast grepp om regeringsmakten genom segrarna i valen 1983 och 1987, men ett minskande stöd ledde till att hon avsattes 1990. Hennes efterträdare blev John Major som inte gjorde några större förändringar av partiets marknadsekonomiska inriktning, men var mer positiv till ett EG-/EU-samarbete än vad Thatcher var. Man vann valet 1992 med Major som partiledare, trots att opinionsmätningarna hade tytt på ett möjligt regeringsskifte. Majoriteten i parlamentet kom dock att förloras under mandatperioden på grund av förluster i fyllnadsval och att konservativa ledamöter bytte parti. Dessutom skakades partiet av en inre splittring angående Europapolitiken samt skandaler som involverade regeringsmedlemmar och partiledamöter. Detta bidrog till en jordskredsseger för Labour vid parlamentsvalet år 1997.

### 2000-talet
Efter valet 1997 efterträddes John Major av William Hague. Han förde partiet mer åt höger och var mer EU-kritisk än Major. Valet 2001 blev dock ytterligare ett stort nederlag och Hague avgick efter valet. Som ny partiledare tillträdde Iain Duncan Smith som besegrade den EU- och EMU-positive Kenneth Clarke i en medlemsomröstning. Duncan Smith fortsatte den EU-kritiska och högerinriktade linjen, men avsattes redan i oktober 2003. Det ansågs att Hague och Duncan Smith hade en för tydlig högerprofil för att partiet skulle uppfattas som ett realistiskt regeringsalternativ. Efterträdaren Michael Howard hade även han en högerprofil, men tonade ner den något i kampen om att locka till sig mittenväljarna från Labour.
Parlamentsvalet 2005 blev dock ännu en missräkning för partiet. Man vann visserligen drygt 30 nya mandat, men kunde ändå inte hota Labours maktinnehav. Senare under samma år efterträddes Howard av David Cameron. Han bibehöll partiets linje i sina grunddrag: marknadsekonomi, privat ägande samt lag och ordning. EU splittrade fortsatt partiet, även om den EU-skeptiska falangen hade haft övertaget sedan John Majors avgång. Valet 2010 blev en stor framgång för Konservativa partiet då man blev det största partiet, dock fick man inte egen majoritet. Efter förhandlingar lyckades partiet att bilda en koalitionsregering tillsammans med Liberaldemokraterna. Partiet låg inför valet 2015 risigt till opinionsmätningarna som pekade på ett regeringsskifte till förmån för Labour. Trots detta, blev dock valet en stor framgång för partiet då man säkrade egen majoritet i underhuset. Cameron hade inför valet lovat att om han blev omvald 2015 skulle han utlysa en folkomröstning om ett fortsatt EU-medlemskap, pressad av den EU-skeptiska falangen i partiet. I folkomröstning som hölls 2016 röstade en majoritet av britterna för att lämna EU och Cameron, som hade förespråkat att Storbritannien skulle stanna kvar i unionen, meddelade sin avgång.
Theresa May valdes till ny partiledare och premiärminister efter en snabb urvalsprocess. Hon aktiverade i mars 2017 artikel 50 i Lissabonfördraget, vilket innebar att landet skulle lämna EU inom två år. Hon utlyste sedan oväntat ett nyval 2017 för att stärka sin auktoritet inför förhandlingarna med EU. Konservativa partiet var i en klar ledning enligt opinionsmätningarna och såg ut att kunna utöka sin majoritet. Valrörelsen kantades dock av motgångar för May. Kampanjen fick avbrytas två gånger på grund av terroristattacker och hon tvingades revidera vissa förslag om nya välfärdsreformer. Hennes opersonliga ledarstil kritiserades också. Avståndet mellan Konservativa partiet och Labour krympte efter hand i opinionsmätningar, och valet blev en klar förlust då man tappade sin majoritet i underhuset. May kunde dock bilda en regering med hjälp av stöd från nordirländska Democratic Unionist Party. Hennes ställning var dock försvagad och partiet djupt splittrat i brexitfrågan. Premiärminister May blev allt mer ifrågasatt, även om hon vann en misstroendeomröstning bland konservativa ledamöter efter att ha lovat att inte leda partiets kampanj i det nästkommande valet. Hon klarade sig även igenom ett misstroendevotum i parlamentet som väckts av Labour, men efter att underhuset förkastat hennes utträdesavtal tre gånger valde hon att avgå i juni 2019. Den 23 juli efterträddes hon av Boris Johnson.
Johnsons regering förhandlade fram ett nytt utträdesavtal med EU i oktober 2019, men utan egen majoritet var det fortsatta svårigheter att få igenom avtalet i parlamentet. Därför utlystes ett nyval den 12 december, efter viss debatt med oppositionspartierna. Budskapet i valkampanjen var "Get Brexit Done" och partiet riktade in sig på att ena väljarna som stödde ett EU-utträde. Ansträngningar gjordes för att vinna röster från EU-kritiska väljare som tidigare stött Labour. Ett samarbete med det nystartade Brexitpartiet, lett av Nigel Farage, avvisades också. Valet 2019 blev en stor framgång, inte minst för Johnson. Även om hans personliga popularitet inte kunde anges som mycket stor, föredrog många väljare honom framför Labourledaren Jeremy Corbyn. Konservativa partiet fick 43,6 procent av rösterna, den högsta röstandelen sedan 1979, och 365 mandat i parlamentet, vilket var en klar majoritet. Strategin att ena de EU-kritiska väljarna lyckades och ett antal valkretsar i mellersta och norra England som traditionellt röstat Labour svängde till de konservativas fördel. Ett litet bakslag skedde i Skottland, där sex mandat förlorades till Scottish National Party.
Storbritannien lämnade EU vid midnatt den 31 januari 2020, när utträdesavtalet trädde i kraft.
I juli 2022 avgick Storbritanniens premiärminister Boris Johnson som partiledare. Han blev kvar som premiärminister till dess att en ny ledare för Konservativa partiet hade kunnat väljas. Liz Truss vann Konservativa partiets partiledarval och blev Storbritanniens nya premiärminister i september 2022. Hon avgick dock som premiärminister efter 45 dagar på posten. Ingen premiärminister i Storbritanniens historia hade suttit kortare.
I oktober 2022 efterträdde Rishi Sunak Truss som Storbritanniens premiärminister och Konservativa partiets ledare, Han ledde partiet till dess sämsta val i brittisk demokratisk historia i juli 2024, och meddelade därefter sin avgång.

## Politik
Konservativa partiets politiska uppfattning kan sedan 1990-talet indelas i fem huvudinriktningar:
- Den traditionalistiska, eller socialt konservativa flygeln, som har en strikt konservativ syn i ekonomiska och sociala frågor. Fraktionen utmärks av dess centrala värdekonservatism, som sätter stort fokus på Storbritannien som en enhet, dess historiska arv och banden mellan stat och religion.
- Den liberalkonservativa gruppen, som närmast kan liknas vid svenska Moderaterna, anser sig förespråka liberala ideal och vara tolerant i sociala frågor, medan man har en konservativ syn i ekonomiska frågor och förespråkar frihandel, marknadsliberalism kombinerat med en pragmatisk välfärdspolitik.
- Den torydemokratiska falangen, härledd till Benjamin Disraeli och grunden för det brittiska välfärdssamhället, som betonar statens roll i att bekämpa arbetslöshet och överbrygga klassklyftor i syfte att skapa nationell enighet och ett alternativ åt Labours socialpolitik.
- Den thatcheristiska skolan inom partiet har härlett sin politik till Margaret Thatchers (1979–1990) regeringstid, med minimerad statlig intervention, en återhållsam socialpolitik med kraftigt sänkta skatter, samt inslag av nationalism, populism och moralkonservatism i vissa frågor.
- Den libertarianska skolan, som företräder en klassiskt liberal politik tydligt distinkt från Liberaldemokraternas socialliberalism.

Ett starkt brittiskt försvar är även en huvudpunkt för partiet, men har i olika sammanhang drivits av olika grupper inom partiet och ibland av rivalen Labour. Gemensamma drag för de olika grupperna inom partiet är konservatism, frihandel och en syn på Storbritannien som en historisk enhet, där man vidhåller vikten av en fortsatt union mellan de fyra enheterna, något den dåvarande partiledaren David Cameron betonade efter Scottish National Partys jordskredsseger i det skotska parlamentsvalet 2011. Cameron har själv uttalat sig tillhöra den liberalkonservativa gruppen och definierar sig som en "modern medkännande konservativ". Tvåpartisystemet och bristen på en motsvarighet till de svenska Kristdemokraterna har lett till att de värdekonservativa, vilka kan påträffas i vilken som helst av de olika grupperna, koncentrerats till Konservativa partiet.

## Partiledare
Lista över partiledare sedan partiets grundande 1834 (partiledare som ej tjänade som premiärminister är märkta med ett *)
- Sir Robert Peel 1834–1846
- Edward Smith-Stanley, 14:e earl av Derby 1846–1868
- Benjamin Disraeli 1868–1881
- Michael Hicks Beach, 1:e earl St Aldwyn* 1885–1886
- Robert Gascoyne-Cecil, 3:e markis av Salisbury 1886–1902
- Arthur Balfour 1902–1911
- Henry Petty-Fitzmaurice* 1911–1916
- Andrew Bonar Law 1916–1921
- Sir Austen Chamberlain* 1921–1922
- Andrew Bonar Law 1922–1923
- Stanley Baldwin 1923–1937
- Neville Chamberlain 1937–1940
- Winston Churchill 1940–1955
- Anthony Eden 1955–1957
- Harold Macmillan 1957–1963
- Alec Douglas-Home 1963–1965
- Edward Heath 1965–1975
- Margaret Thatcher 1975–1990
- John Major 1990–1997
- William Hague* 1997–2001
- Iain Duncan Smith* 2001–2003
- Michael Howard* 2003–2005
- David Cameron 2005–2016
- Theresa May 2016–2019
- Boris Johnson 2019–2022
- Liz Truss 2022–2022
- Rishi Sunak 2022–2024
- Kemi Badenoch 2024–

## Bildgalleri

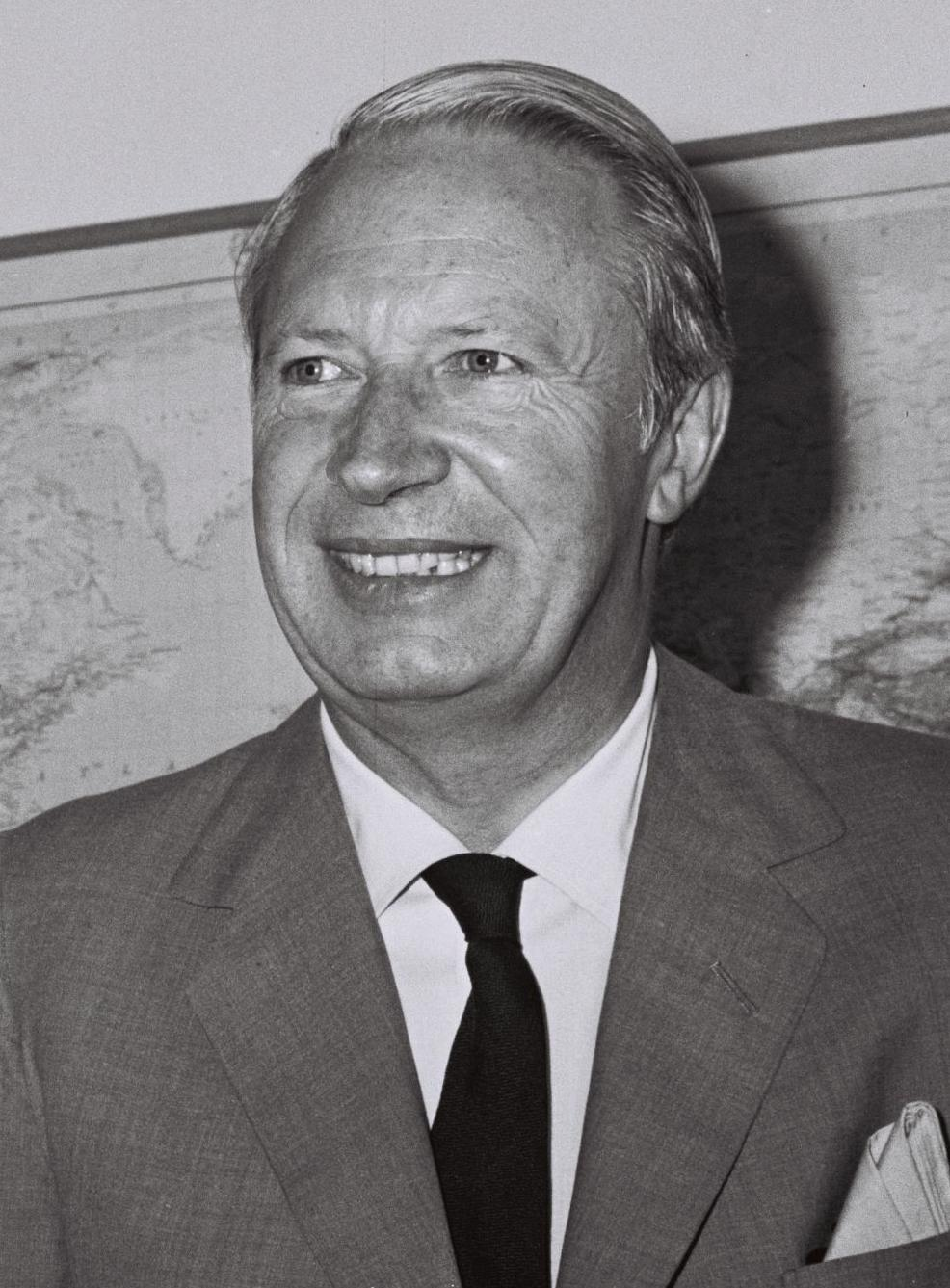
Edward Heath
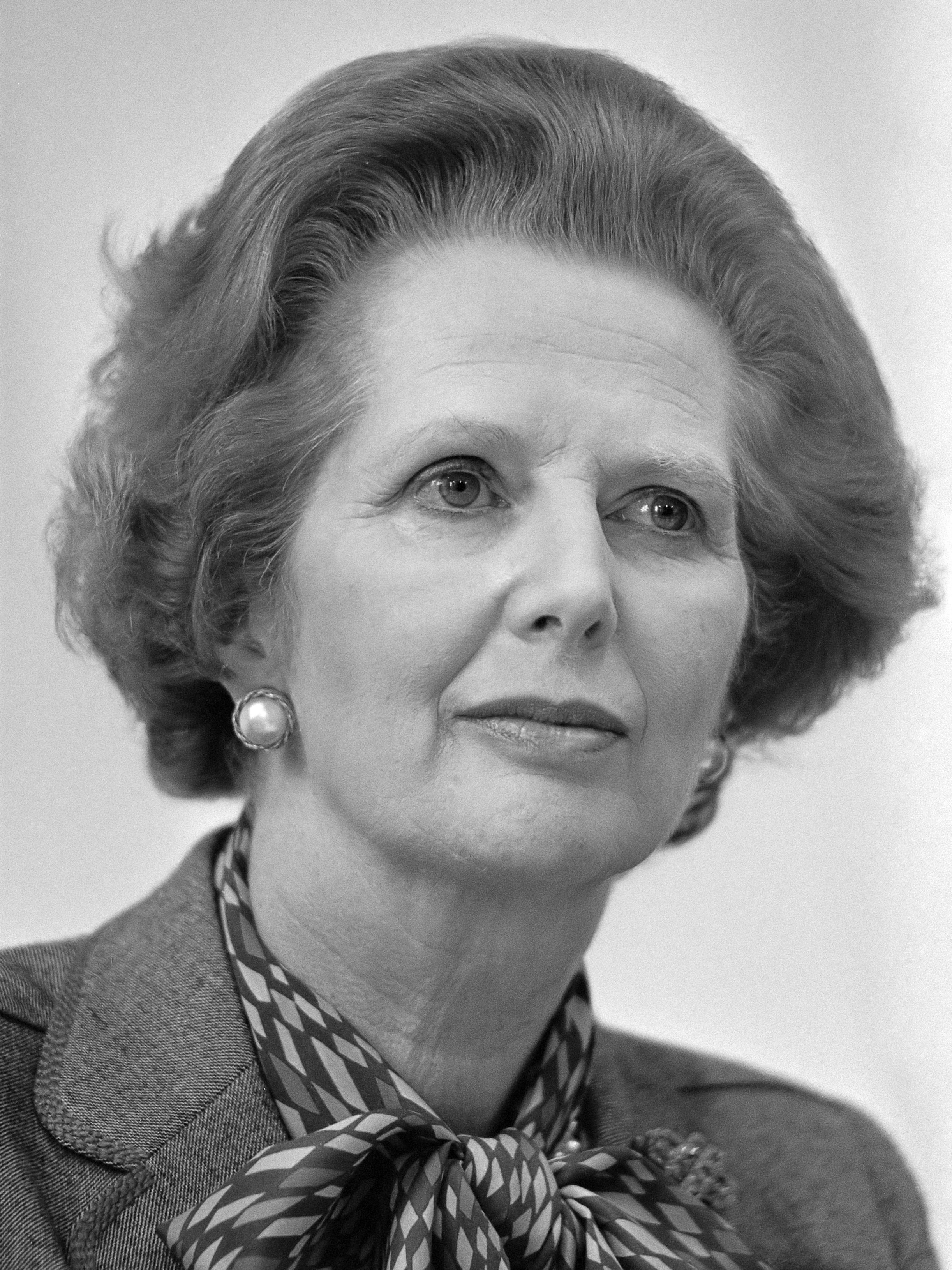
Margaret Thatcher
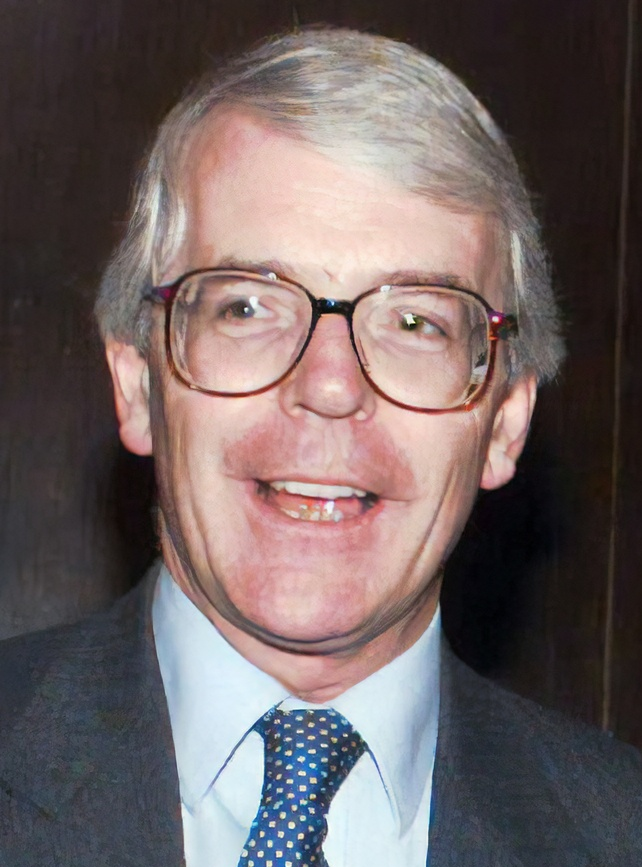
John Major
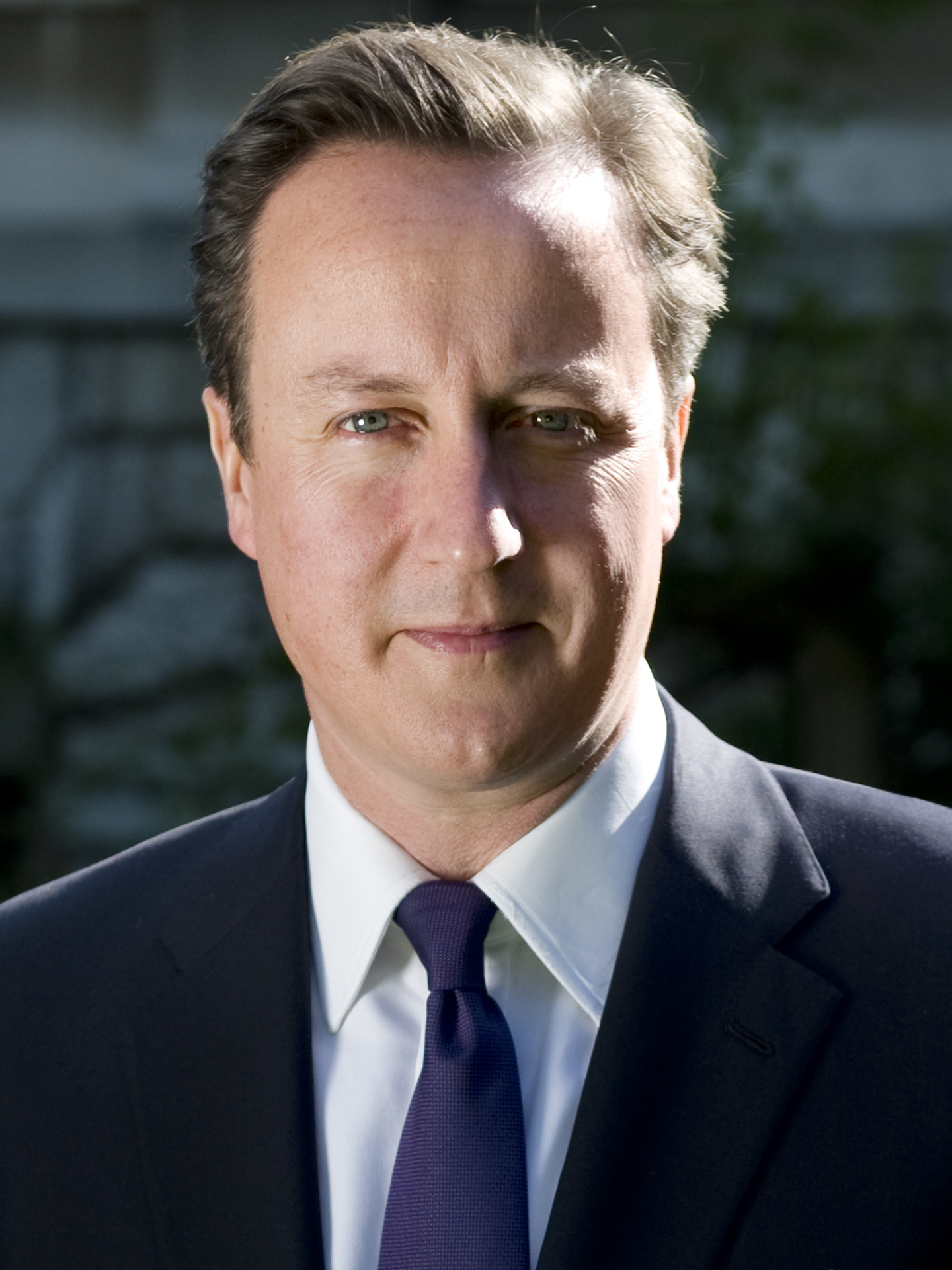
David Cameron
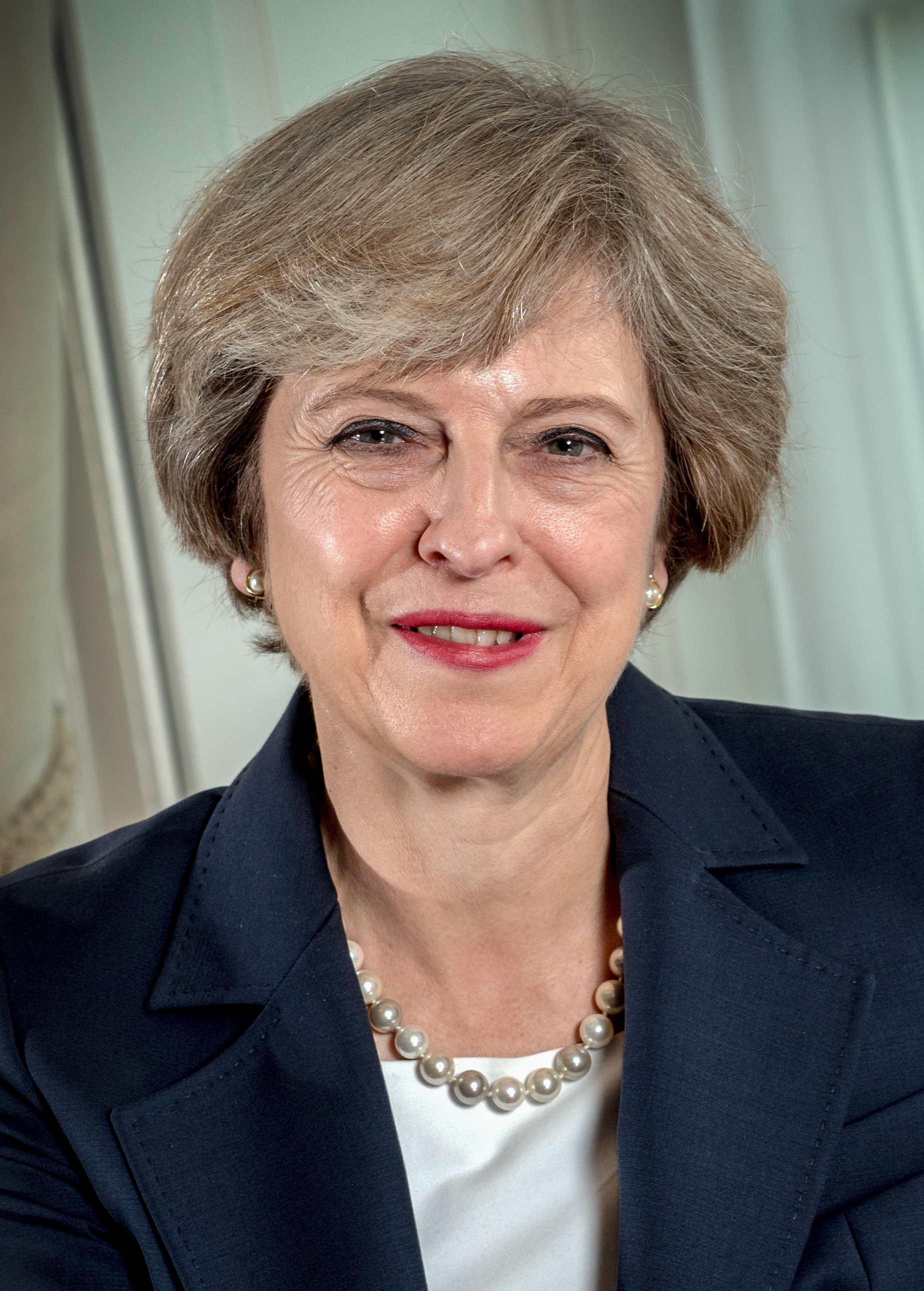
Theresa May
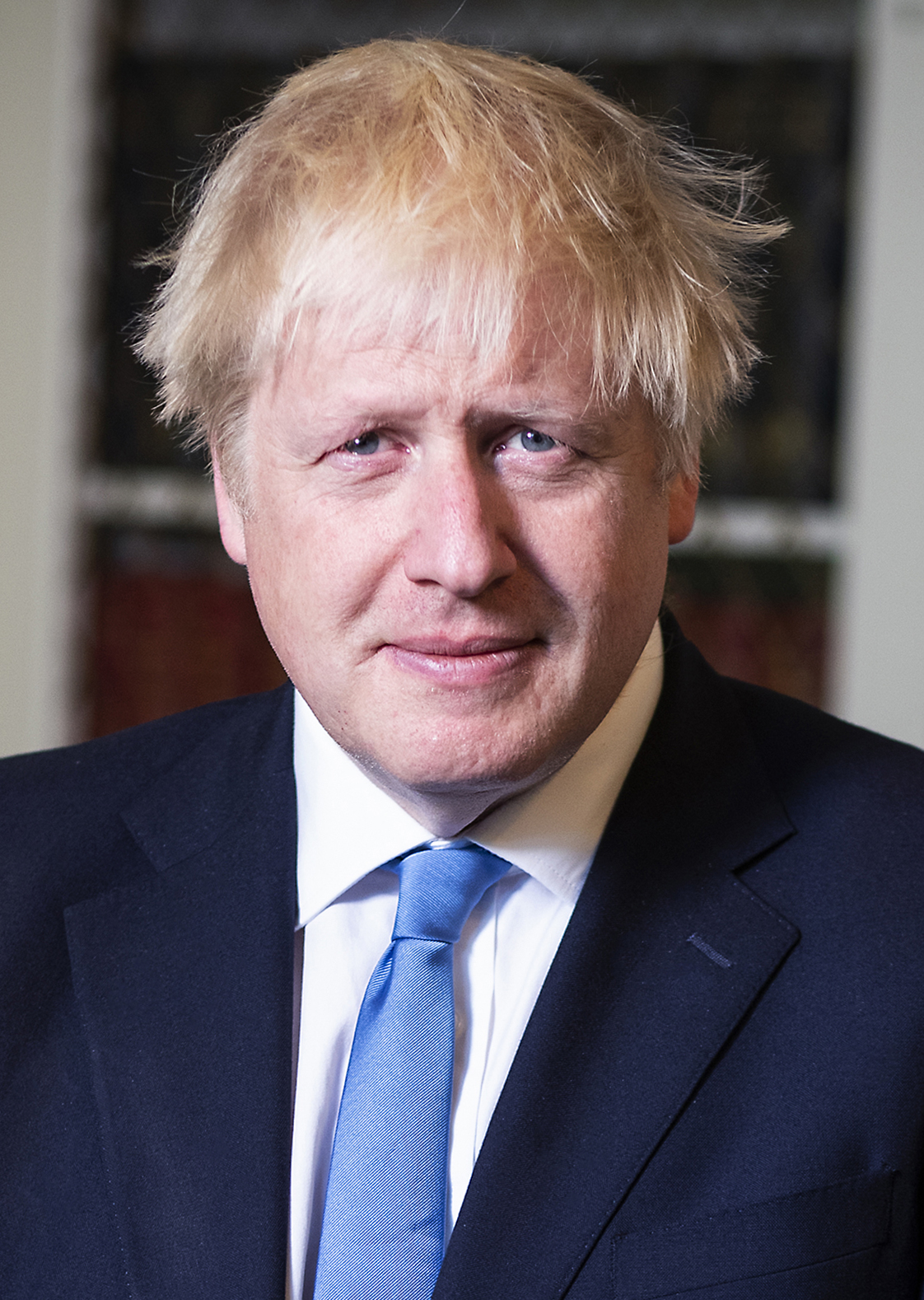
Boris Johnson
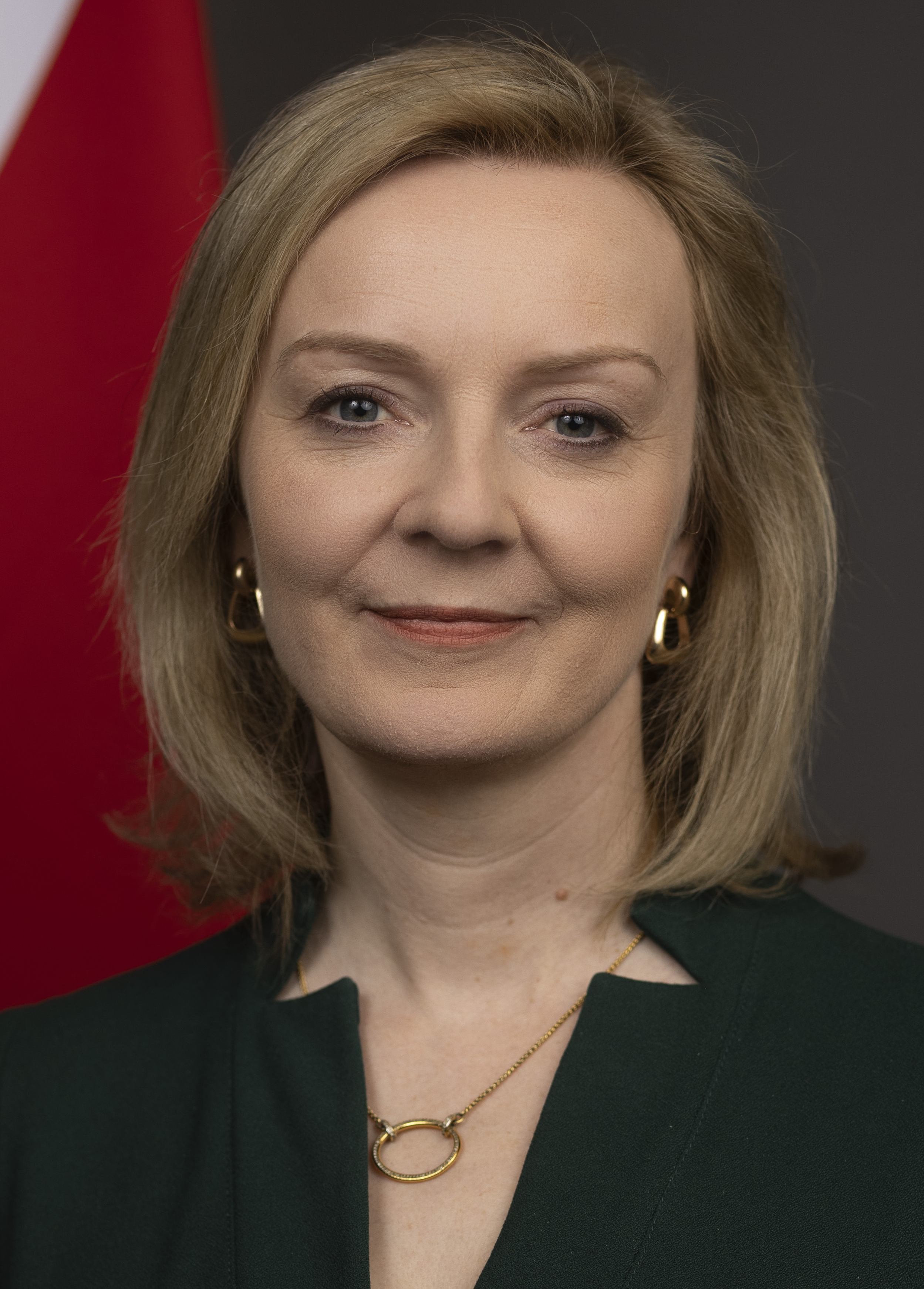
Liz Truss
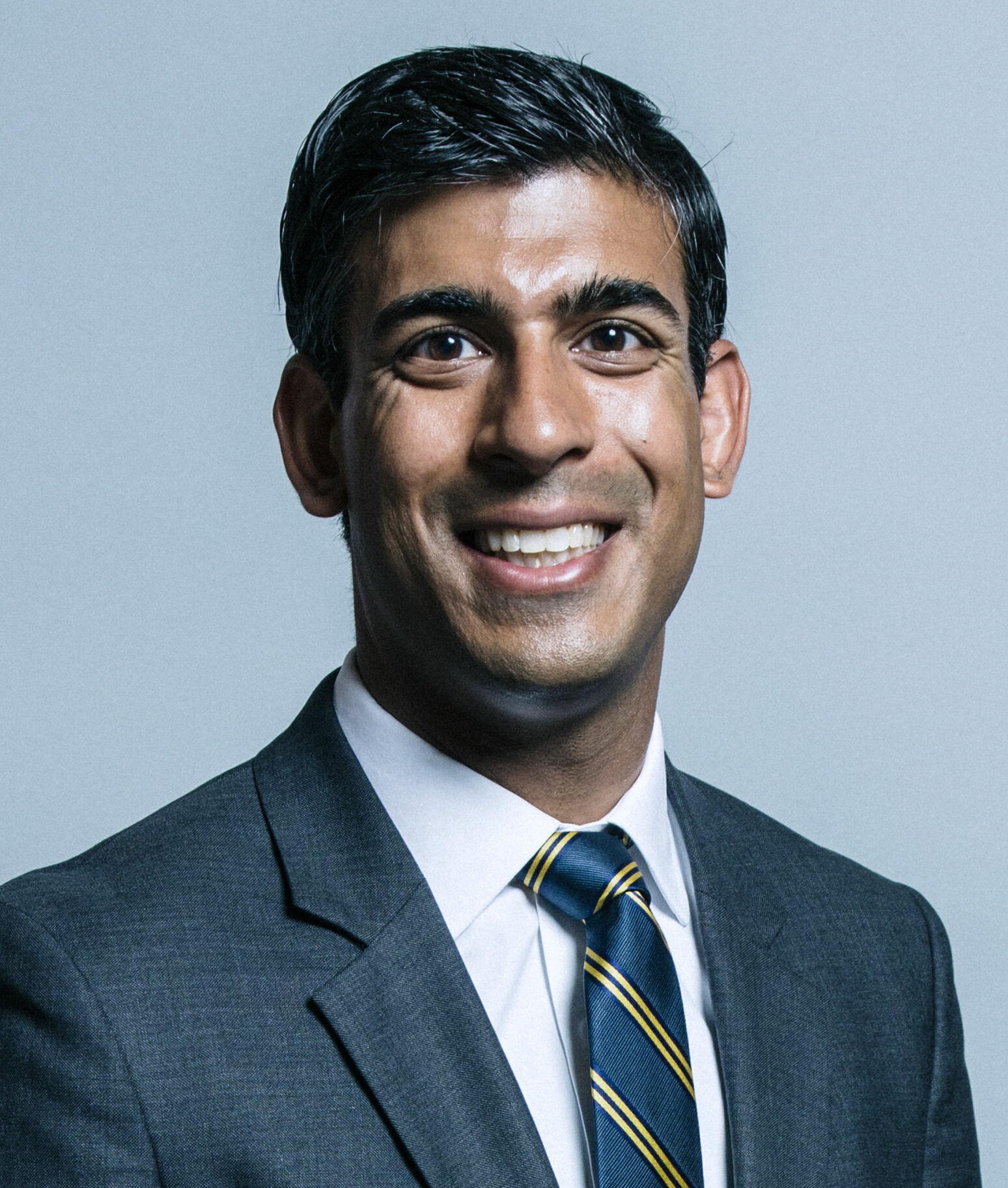
Rishi Sunak
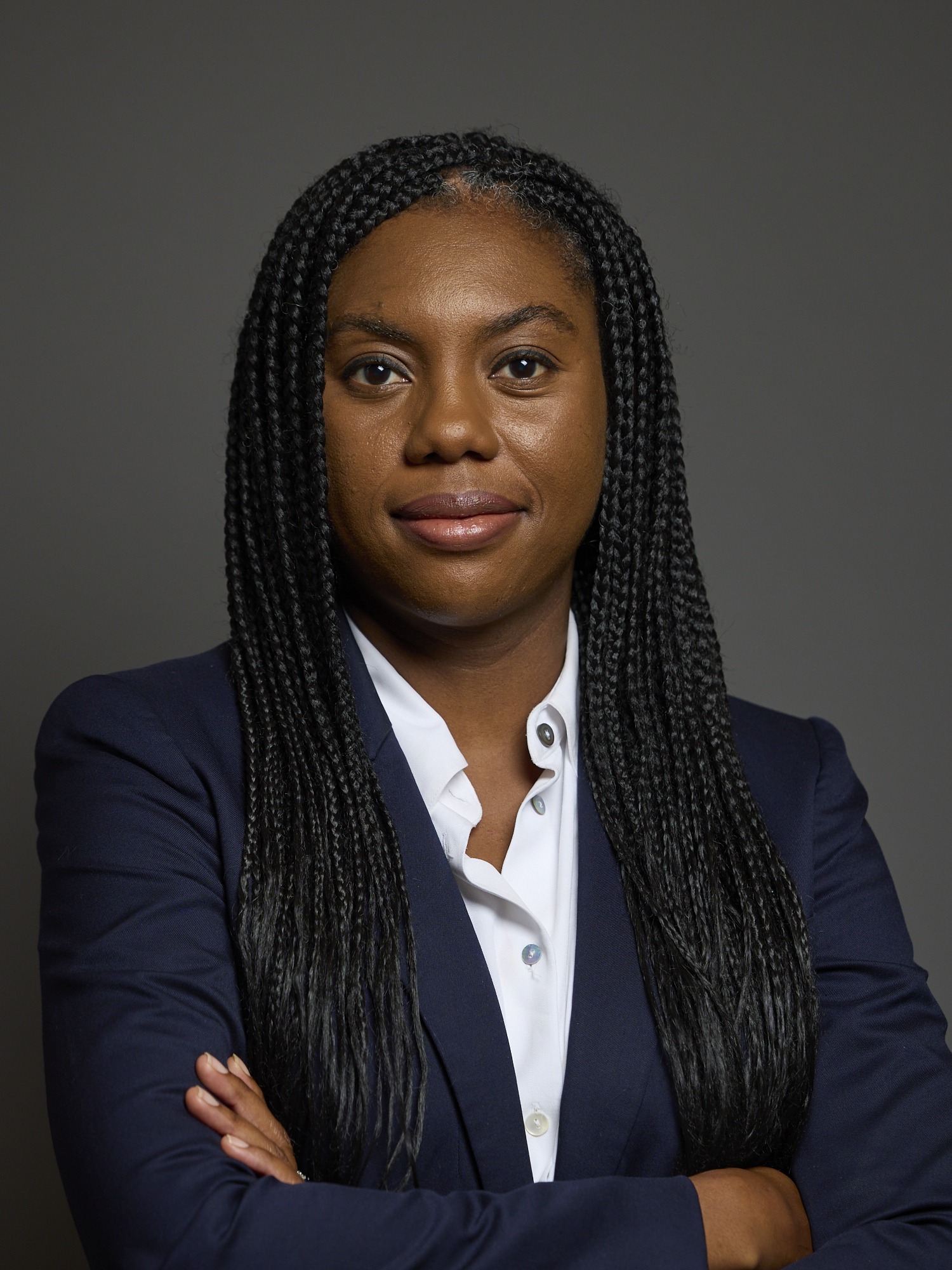
Kemi Badenoch